# 성두식
성두식(成斗植, 1872년 음력 12월 1일 ~ ?)는 대한제국과 일제강점기 초기의 관료이다. 본관은 창녕이다.

## 생애
어릴 때부터 한학을 수학하였고, 1902년에 판임관 6등으로 한성부의 사법 기관인 한성부재판소 주사로 임명되면서 대한제국 말기에 관리로 일했다.
여러 지역의 전보사 주사를 거쳐 1906년에는 내부 주사가 되었고, 1910년에 한일 병합 조약 체결로 조선총독부 체제가 출범하자 총독부 군서기로 임용되었다. 경상북도 장기군과 경주군에서 군서기로 근무했다.
1913년에는 정8위에 서위되고 총독부 군수로 발탁되어, 경상북도 문경군과 경상남도 남해군 군수를 차례로 역임했다. 남해군수이던 1921년을 기준으로 정7위에 서위되어 있었다. 업무를 공평하게 처리하며 백성을 가엾게 여기는 관리라는 인물평이 남아 있다.
2008년 민족문제연구소가 발표한 친일인명사전 수록예정자 명단 중 관료 부문에 선정되었다.

## 참고자료
- 성두식(成斗植) - 국사편찬위원회